# Malîi Okorsk, Lokaci
Malîi Okorsk (în ucraineană Малий Окорськ) este un sat în comuna Zaturți din raionul Lokaci, regiunea Volînia, Ucraina.

## Demografie
Componența lingvistică a localității Malîi Okorsk
     Ucraineană (99%)
     Alte limbi (1%)
Conform recensământului din 2001, majoritatea populației localității Malîi Okorsk era vorbitoare de ucraineană (99%), existând în minoritate și vorbitori de alte limbi.